# روبرت د. كون
روبرت د. كون (بالإنجليزية: Robert D. Kohn)‏ هو مهندس معماري أمريكي، ولد في 1870 في الولايات المتحدة، وتوفي في 1953.